# Adolf Katzenmeier
Adolf Katzenmeier (* 15. November 1934 in Frankfurt am Main; † 19. Oktober 2016 ebenda) war ein deutscher Physiotherapeut. Von 1963 bis November 2008 betreute er die deutsche Fußballnationalmannschaft.

## Karriere
1963 holte der Bundestrainer Sepp Herberger Katzenmeier, der zuvor als Mannschaftsmasseur bei Eintracht Frankfurt gearbeitet hatte, zum Deutschen Fußball-Bund (DFB), wo er zunächst die U-Mannschaften betreute. Katzenmeier betreute die deutsche Nationalelf von 1974 an bei sieben Weltmeisterschaften, acht Europameisterschaften und 1988 bei Olympischen Spielen. Er war bis 2008 der Senior im Team der Physiotherapeuten des DFB.
Fernsehzuschauer kannten sein Gesicht mit einem charakteristischen grauen Schnauzbart, das immer wieder zu sehen war, wenn die Kamera die deutsche Trainerbank oder einen verletzten Spieler einfing. Im Dokumentarfilm Deutschland. Ein Sommermärchen von 2006 ist Katzenmeier häufig zu sehen. 2007 erschien der Dokumentarfilm Adolf „Adi“ Katzenmeier – Der Vater der Nationalmannschaft von Wolfgang Ettlich.
Aufsehen erregte Katzenmeiers Einsatz bei der EM 1992 in Schweden, wo er Guido Buchwald, der seine Zunge verschluckt hatte und bewusstlos zusammengebrochen war, durch einen gezielten Griff in den Hals möglicherweise das Leben gerettet hat. Katzenmeier erklärte in einem Interview mit der Süddeutschen Zeitung, dass er beim Sprint auf das Spielfeld sah, wie Buchwald zu krampfen begann. Als Katzenmeier dessen Zunge aus dem Hals zog, biss Buchwald, dessen Gesichtsmuskulatur ebenfalls Krämpfe hatte, dem Masseur in die Hand, es blieb eine sichtbare Narbe zurück.
Im November 2008 beendete Katzenmeier nach dem Testspiel gegen England seine Karriere als Physiotherapeut bei der deutschen Nationalmannschaft.
Katzenmeier war bis zu seinem Tod Inhaber einer physiotherapeutischen Praxis in Frankfurt. Obwohl die Praxis auf Sportphysiotherapie spezialisiert ist, erwähnte Katzenmeier seine prominente Vergangenheit im Dienste des DFB auf der Praxis-Webseite mit keinem Wort. Lediglich ein Foto zeigt ihn zusammen mit Franz Beckenbauer.

## Medien
- Adolf Katzenmeier mit Christoph Fuhr: Die Weltmeister auf meiner Massagebank Tredition Verlag 2020, ISBN 3-347-15499-1.
- Sandra Stricker: Adi und die Zehen der Götter Süddeutsche Zeitung vom 17. Mai 2010; Ankündigung Wolfgang Ettlichs Film „Adolf ,Adi' Katzenmeier. Vater der Nationalmannschaft“ (Premiere: Sonntag, 30. Dezember 2010 ARD) Trailer auf Youtube
- Interview mit Adolf Katzenmeier im Rahmen des Buch-Projektes „Respekt! 100 Menschen – 100 Geschichten“ auf respekt.tv (youtube)